# Kazanskyita
La kazanskyita és un mineral de la classe dels silicats, que pertany al grup de la lamprofil·lita. Rep el nom en honor del professor Vadim Ivanovitx Kazansky (Вадим Иванович Казанский) (Taixkent, URSS, 1926), un destacat geòleg rus i expert en metal·logènia precambriana.

## Característiques
La kazanskyita és un silicat de fórmula química BaNa₃Ti₂Nb(Si₂O₇)₂O₂(OH)₂(H₂O)₄. Va ser aprovada com a espècie vàlida per l'Associació Mineralògica Internacional l'any 2011. Cristal·litza en el sistema triclínic.

## Formació i jaciments
Va ser descoberta a la mina d'apatita de Kirovskii, que es troba al mont Kukisvumtxorr, dins el massís de Khibini (óblast de Múrmansk, Districte Federal del Nord-oest, Rússia). Es tracta de l'únic indret de tot el planeta on ha estat descrita aquesta espècie mineral.